# تیم ملی فوتبال زیر ۲۰ سال زنان ژاپن
تیم ملی فوتبال زیر ۲۰ سال زنان ژاپن یا تیم ملی فوتبال جوانان زنان ژاپن، نمایندهٔ فوتبال کشور ژاپن در مسابقات جوانان آسیا و بین‌المللی است که زیر نظر فدراسیون فوتبال ژاپن فعالیت می‌کند.